# Kidnapping en dentelles
Pour plus de détails, voir Fiche technique et Distribution.
Kidnapping en dentelles (The Fuzzy Pink Nightgown) est un film américain réalisé par Norman Taurog, sorti en 1957.

## Fiche technique
- Titre français : Kidnapping en dentelles[1] ou Kidnapping, Enfant et Dentelles ou  Kidnapping et Dentelles[2]
- Titre original : The Fuzzy Pink Nightgown
- Réalisation : Norman Taurog
- Scénario : Richard Alan Simmons d'après le livre de Sylvia Tate
- Photographie : Joseph LaShelle
- Montage : Archie Marshek
- Musique : Billy May
- Pays d'origine : États-Unis
- Format : Noir et blanc - Mono
- Genre : comédie
- Date de sortie :
  - Royaume-Uni : 9 mai 1957
  - États-Unis : 21 août 1957
  - France : 1960[2]

## Distribution
- Jane Russell : Laurel Stevens
- Keenan Wynn : Dandy
- Ralph Meeker : Mike Valla
- Fred Clark : le sergent de police McBride
- Una Merkel : Bertha
- Benay Venuta : Daisy Parker
- Robert Harris :Barney Baylies
- Dick Haynes : le disc-jockey
- Adolphe Menjou : Arthur Martin